# NGC 2950
NGC 2950 é uma galáxia lenticular (SB0) localizada na direcção da constelação de Ursa Major. Possui uma declinação de +58° 51' 05" e uma ascensão recta de 9 horas, 42 minutos e 34,8 segundos.
A galáxia NGC 2950 foi descoberta em 19 de Março de 1790 por William Herschel.